# 골라말리 바얀도르
골람말리 바얀도르(페르시아어: غلامعلی بایندر, 1898년 12월 13일 ~ 1941년 8월 25일)는 이란 제국 해군의 제독이다. 1933년 11월 5일부터 1941년 8월 25일까지 이란 제국 해군 사령관으로 복무했으며 영국-소련의 이란 침공 과정에서 사망했다.